# 周宗 (南唐)
周宗（9世纪—950年代），字君太，中国五代十国政权南唐官员。他是南唐开国皇帝烈祖（徐知诰/李昪）的近臣，因而为烈祖及其继承人元宗皇帝（徐景通/李璟）所敬。他的两个女儿相继为元宗继承人南唐末代皇帝李后主李煜的皇后，史称大周后和小周后。

## 吴国年间
周宗出生的日子于史不详，仅知其享年七十余岁，且去世时正值后周伐南唐，这次讨伐从保大十四年（956年）开始直至交泰元年（958年）南唐投降后周称臣，为周宗的生年划定了一个范围。周宗为泗州涟水县人。唐朝末年，当地大乱，周宗年幼失去双亲且贫穷。唐亡后，广陵城地区为吴国主要控制，且吴以广陵为治所，期间，周宗效力吴国摄政徐温养子将领徐知诰为给使。他擅长摈相和辞令，被署为牙吏，出使四方称职而端敏，徐知诰因此很喜欢他，遂为徐知诰心腹。
順義七年（927年），徐温薨于金陵时，周宗也在金陵。徐温最年长的在世亲生儿子、徐知诰的养弟徐知询正在为实际继承徐温的吴国至高摄政地位与徐知诰争权，叫周宗通知当时在广陵为吴王杨溥（此后不久即从徐温遗表称帝）少摄政的徐知诰：处理政务更重要，不需要前来奔丧。周宗猜到这并非徐知询本意，坚持徐知询把这个意向写成手札，徐知询以无暇相辞，周宗就从衣袖里拿出笔，从左右那里取来纸，求徐知询写手札，徐知询只得写了。当徐温的其他亲子为徐知诰不来奔丧而责怪他时，周宗将徐知询写的手札给他们看，徐知询语塞。
徐温死后，徐知诰在广陵控制朝政，但徐知询控制徐温先前在金陵统领的大军。徐知诰畏惧徐知询的军势，但徐知询傲慢疏远兄弟，又行为不检，如邻国吴越国国王钱镠送给他装饰有龙凤的金玉鞍勒、器皿，都是君主用物，他却不以为嫌而用之。徐知询的近臣典客周廷望说服他派自己带着大量财物去广陵意图贿赂其他高官背离徐知诰倒向徐知询，但到广陵后，却仗着与周宗的交情秘密通过周宗表达效忠徐知诰，回到金陵后又将徐知诰的动向通知徐知询，意图两边摇摆。周宗又让周廷望通知徐知询其被弹劾七大不臣之罪，应该入京自辩。徐知询相信周廷望，前去广陵，一到就被徐知诰留为统军，而派右雄武都指挥使柯厚将金陵军带回广陵，亲自统领。
徐知诰后告老回金陵，为镇海、宁国节度使，以金陵为治所，以子司徒同平章事知中外左右诸军事徐景通在广陵为少摄政。大和五年（933年），徐知诰的谋士右仆射兼中书侍郎同平章事兼内枢使（同其他政权的枢密使，但为避吴国奠基人杨行密讳，官职不用“密”字）宋齐丘建议将吴都迁到金陵。徐知诰因而开始在金陵营建宫城。但吴人多不愿迁都，时任都押牙的周宗对徐知诰指出一旦朝廷被从广陵迁到金陵，以广陵的重要性，他还需要把自己的治所从金陵迁到广陵，实际上劳费是双倍的，也违背众心。于是迁都事罢。周宗从此渐渐参与密议，宋齐丘渐渐忌恨他。
同时，徐知诰长期想篡吴自立，但杨溥并无失德，他担心众心不悦，想等杨溥死后再行之，宋齐丘也以为然。但有一天，徐知诰却照着镜子用镊子除去脸上的白髭须，看着周宗叹道：“国家安了，我却老了，奈何？”周宗知其有夺位之意，主动请求去广陵暗示杨溥禅位并告知宋齐丘。徐知诰同意了，却没有先咨询宋齐丘。周宗向杨溥和宋齐丘传达意思后，宋齐丘嫉妒周宗比自己先行一步，留周宗夜间饮酒，自己遣使骑马奔金陵，以天时人事为由手书切谏反对徐知诰受禅，数天后更亲自前往请斩周宗以谢杨溥。徐知诰以为天时人事果然不利于篡位，害怕了，想杀周宗，在马仁裕、行军司马徐玠坚持下才将周宗黜为池州副使了事。后来徐知诰的其他属官节度副使李建勛和徐玠也陈说徐知诰功业，建议其早从民望登基，于是徐知诰又召回周宗复任都押牙，更从此疏远宋齐丘。徐知诰又对周宗说梦见被人引剑断颈，周宗马上下阶拜贺称这是当策立了。天祚三年（937年）正月，作为禅位的前序，杨溥封徐知诰为齐王，徐知诰开始以朝廷规格置属官，任周宗和周廷玉为内枢使。

## 南唐年间

### 烈祖年间
徐知诰改名徐诰。十月，杨溥正式禅位徐诰，徐诰改名李昪，结束吴国，建立南唐，为烈祖皇帝。周宗仍任内枢使，进同平章事，迁侍中。烈祖常为周宗、宋齐丘、马仁裕设宴，其他将相无此待遇，烈祖又尤其亲厚周宗，不甚让他处理政务。尽管蒙受圣宠，周宗行为谨慎，生活俭朴，烈祖赏赐之物多不用，使得依然为他先劝进烈祖夺位而怀恨的宋齐丘及其党羽找不到机会弹劾他的过错。然而周宗资产巨亿却愈发吝啬，为论者所鄙。昇元四年（940年）四月，出为奉化军节度使。

### 元宗年间
昇元七年（943年）二月，烈祖崩，子齐王李璟（即徐景通）直到三月还不肯继位，推让于诸弟。周宗手取衮冕衣对他说：“大行皇帝付陛下神器之重，陛下岂能固守小节。”齐王于是继位，即元宗皇帝。因宋齐丘、周宗为先父勋旧，为了顺应人望，他召回时任镇南军节度使的宋齐丘和周宗，分别任为左右丞相，以周宗为侍中。周宗年老，恭谨自守，元宗很尊敬他。而宋齐丘及其党羽仍然怀恨，意图毁谤他。一次周宗对元宗哭诉此事，元宗便薄待宋齐丘，最后出宋齐丘为镇海军节度使，并准其归隐之请。
保大二年（944年）正月，元宗罢周宗为镇南军节度使。其部下九江巡官俞文贞早在烈祖为吴官员时即在其幕府，其时周宗和马仁裕都还是小官，为他属下。幕僚们欢迎周宗履职时，俞文贞突然越次，以马仁裕先前的低级官职相问：“马押牙无恙？”周宗笑答：“马相公已镇庐州。”俞文贞看看同僚，笑而退。后又有一天，周宗设宴劝酒，俞文贞挽其手说：“令公知道下官不能多饮。”满座都为俞文贞此举愕然，但周宗不怪罪他，宽厚如此。
周宗后被任为宁国军节度使，入觐，获赐宴，元宗亲自为他整理幞头，以表殊礼。保大八年（950年），元宗任他为东都江都（即广陵，京城当时在金陵）留守。他后告老，虽初不获准，但最终仍获准以司徒致仕。而当继任东都留守冯延鲁随后于十四年（956年）被入侵的后周军所俘时，时人认为周宗有福。不久，周宗以七十余岁的年龄去世。宋齐丘不顾先前敌意，抚摸着他的棺材哭道：“君真是太聪明了，来也得时，去也得时！”元宗闻之，不平。周宗继室所生的两个女儿周娥皇和名字失载于史的小周后都有国色，在元宗子李煜年间相继成为皇后。